# کاستاو
کاستاو (به کرواتی: Kastav) شهری در ایالت پریمریه-گرسکی کتار کشور Croatia است که جمعیت آن در سال ۲۰۱۱ میلادی ۸٬۴۵۸ نفر بوده‌است.